# 范罗山街道
范罗山街道是中华人民共和国安徽省芜湖市镜湖区下辖的一个街道办事处。

## 地名
范罗山街道得名于境内的一座小山范罗山。范罗山俗名"饭箩山"，因形似"饭箩"而得名。范罗山海拔35米，其西侧靠近长江，毗连鹤儿山、雨耕山，东侧不远是赭山。范罗山昔日原为芜湖的一处名胜，距离西门只有五里，中间是西门外繁华的长街商业区，登顶可眺望长江，有大寺庵、法华庵、护国庵、圆照寺等众多庙宇。1876年，中英签订《烟台条约》，芜湖辟为通商口岸，次年正式开埠，建立海关，在范罗山的山顶及山腰先后建起三幢西式二层楼房，其中位于山顶的英国领事署，为芜湖最早的近代洋式建筑。位于山腰的两幢分别为总税务司公所和海关洋员帮办楼。2013年，该建筑群被合并列为第七批全国重点文物保护单位。现已改为艺术剧院。

## 行政区划
范罗山街道下辖以下村级行政区划单位：
新芜路社区、殷家山社区、大花园社区、体育场社区、七更点社区、青山街社区、滨江社区和健康路社区。